# NGC 4592
NGC 4592 (другие обозначения — UGC 7819, MCG 0-32-32, ZWG 14.91, IRAS12367-0015, PGC 42336) — карликовая спиральная галактика (Sd) в созвездии Девы.
Эта галактика находится в 1,8° от NGC 4437. Расстояние до галактики, определённое по соотношению Талли — Фишера составляет 11,6 Мпк, тогда как более позднее измерение расстояния по вершине ветви красных гигантов даёт 9,1 Мпк. Упомянутая более новая оценка даёт практически такое же расстояние до NGC 4437, а значит, две галактики расположены близко в пространстве — в 290 кпк друг от друга, и составляют физическую пару. Они находятся вблизи поверхности нулевой скорости для скопления Девы.
Этот объект входит в число перечисленных в оригинальной редакции «Нового общего каталога».